# Lê Sáng
Lê Sáng (1920 – 27 tháng 9 năm 2010) là võ sư người Việt Nam, Chưởng Môn cuối cùng của Môn phái Vovinam, Chủ tịch Liên đoàn Vovinam – Việt Võ Đạo Quốc tế từ năm 1960.

## Tiểu sử
Võ sư Lê Sáng nguyên quán tỉnh Thanh Hóa, sinh ra ở Hà Nội, Việt Nam vào năm 1920. Cha của võ sư Lê Sáng là Lê Văn Hiển tự Đức Quang (1887–1959, thọ 72 tuổi) và mẹ là Nguyễn Thị Mùi (1887–1993, thọ 106 tuổi). Ông là con lớn nhất, hai người em gái của võ sư là Lê Thị Xuất và Lê Thị Hương.
Lúc nhỏ, Lê Sáng là một cậu bé yếu ớt, gặp nhiều khó khăn trong việc đi lại. Mẹ ông đã khuyên ông nên học võ để đôi chân được cứng cáp hơn.
Năm 1940, ông đã học Vovinam tại võ đường Vovinam ở trường Sư phạm Hà Nội do võ sư Nguyễn Lộc trực tiếp giảng dạy. Không lâu sau đó Lê Sáng trở thành võ sư và cùng với Nguyễn Lộc tiếp tục phát triển môn phái Vovinam.
Vào năm 1954, Lê Sáng theo Nguyễn Lộc vào Sài Gòn để mở một lớp Vovinam. Ông tiếp tục mở thêm nhiều võ đường Vovinam, và cho tới năm 2007, ông vẫn tiếp tục dạy những võ sinh cao cấp.
Vào năm 1960, Nguyễn Lộc đã trao quyền lãnh đạo Vovinam cho Lê Sáng.
Sau sự kiện 30 tháng 4 năm 1975, Lê Sáng bị đưa đi học tập cải tạo 13 năm (1975–1988), Trung tâm Vovinam Việt Võ Đạo Hùng Vương bị chính quyền Việt Nam tạm dừng hoạt động cho đến năm 1990. Ông nghỉ hưu trong năm này.

## Qua đời và lễ tang
Vào lúc 3 giờ ngày 27 tháng 9 năm 2010, ông qua đời ở Thành phố Hồ Chí Minh, chưa lâu sau lễ mừng thọ lần thứ 90.
Lễ nhập quan lúc 10 giờ ngày 27-9-2010. Tổ đường Vovinam - Việt Võ Đạo, số 31 đường Sư Vạn Hạnh, phường 3, quận 10, Thành phố Hồ Chí Minh là nơi mà ông được đặt linh cữu.
Lễ viếng bắt đầu lúc 15 giờ ngày 27-9-2010. Lễ truy điệu lúc 4 giờ ngày 1-10-2010, sau đó, thể theo di nguyện của ông và ý nguyện của gia đình, ông đã được an táng tại Nghĩa trang Đa Phước, huyện Bình Chánh, Thành phố Hồ Chí Minh.

## Đời tư
Ông từng kết hôn. Tuy nhiên, đã sớm chia tay khi con còn nhỏ. Vợ ông tiếp tục nuôi con và từ đó đến nay chưa kết hôn thêm lần nào.